# Prodiplosis floricola
Prodiplosis floricola är en tvåvingeart som först beskrevs av Ephraim Porter Felt 1907.  Prodiplosis floricola ingår i släktet Prodiplosis och familjen gallmyggor. Inga underarter finns listade i Catalogue of Life.